# 메이드 인 헤븐 (1987년 영화)
《메이드 인 헤븐》(영어: Made in Heaven)은 미국에서 제작된 앨런 루돌프 감독의 1987년 판타지 코미디 영화이다. 티머시 허턴 등이 출연하였고, 데이비드 블로커 등이 제작에 참여하였다.

## 출연진
- 티머시 허턴
- 켈리 맥길리스
- 모린 스테이플턴
- 앤 웨지워스
- 제임스 개먼
- 메어 위닝햄
- 돈 머리
- 팀 데일리
- 데이비드 래시
- 어맨다 플러머
- 윌러드 E. 퓨
- 마지 두세이
- 톰 페티
- 엘런 바킨
- 데브라 윙어
- 릭 오캐식
- 닐 영
- 톰 로빈스
- 로버트 네퍼
- 제임스 톨컨
- 게일러드 사테인
- 존 콘시다인
- 더크 블로커
- 에이미 밴노스트런드

## 기타 제작진
- 협력 제작: 스튜어트 베저
- 배역: 팸 딕슨
- 미술: 폴 피터스
- 의상: 에이프릴 페리